# Ans Wortel
Ans (Anna Maria) Wortel (18. Oktober 1929 in Alkmaar, Niederlande – 4. Dezember 1996 in Hilvarenbeek, Niederlande) war eine niederländische Malerin, Dichterin und Autorin. Sie machte Gouachen und Ölgemälde, Aquarelle, Zeichnungen, Collagen, Lithographien, Radierungen, Skulpturen und Glasskulpturen. Sie war Autodidaktin und gewann 1963 den ersten Preis bei der Biennale von Paris. Sie war eine der führenden Künstlerinnen der niederländischen Kunst der Nachkriegszeit.

## Malstil
Wortels Werk ist stark autobiographisch. Ihre Erfahrungen als Mädchen, Frau, Mutter und als Künstlerin waren die Hauptquelle ihrer Inspiration. Gemeinsame Themen sind menschliche Emotionen, Liebe, Beziehungen, Mutter-Kind-Beziehungen und Gesellschaftskritik.
Bis Ende der 1950er Jahre wurde nach einem persönlichen Stil gesucht. Kunstwerke aus dieser Zeit variieren und zeigen Merkmale von verschiedenen Künstlern, wie Katsushika Hokusai, Willem de Kooning, Marc Chagall, Pablo Picasso, Wifredo Lam und Karel Appel. In den späten 1950er Jahren fließt ihr künstlerischer Stil schließlich in ihren eigenen Stil ein, der am besten als abstrakte figurative Kunst beschrieben wird. Es besteht oft aus nackten Frauen-, Mann- oder Kinderfiguren, manchmal erkennbar, aber immer deformiert. Diese menschlichen Figuren sind zusammen, suchen sich, umarmen sich oder stoßen sich ab. Die Figuren befinden sich in nicht spezifizierten Räumen. Der Mond, die Sonne und die Konturen der Erde sind oft in ihrer Arbeit präsent. Oft wird ihre Arbeit von handgeschriebenen poetischen Zeilen begleitet.

## Ausstellungen
- 1960 De Posthoorn, Den Haag, Niederlande.[3]
- 1962 Internationale Aquarellausstellung, Stadt am Bodensee in Friedrichshafen, Deutschland.
- 1963 Stedelijk Museum Amsterdam (Städtisches Museum), Niederlande. Museum van Bommel van Dam, Venlo, die Niederlande.
- 1964 Gemeentemuseum Den Haag, Den Haag, Niederlande. Centre Cultural, São Paulo, Brasilien. Städtisches Museum Prinzenhof, Delft, Niederlande.
- 1965 Stedelijk Museum Amsterdam (Städtisches Museum), Niederlande.
- 1966 Rotterdam Kunstkreis. Ausstellung Plasmolen in Mook, Niederlande.
- 1967 Smithsonian Institution, Washington DC, Vereinigte Staaten.
- 1968 Salon Européen de Femme, Nancy, Frankreich. Salon Artistes Feminine, Paris, Frankreich. Stedelijk Museum Amsterdam (Städtisches Museum), Niederlande. Museum van Bommel van Dam, Venlo, die Niederlande.
- 1969 Curaçao Museum, Willemstad, Curaçao. Stedelijk Museum Amsterdam (Städtisches Museum), Niederlande. Museum Waterland, Purmerend, Niederlande. Das Märkisches Museum der Stadt Witten – Duisburger Session, Duisburg, Deutschland. Museum Fodor, Amsterdam, Niederlande.
- 1970 De Vaart, Hilversum, Niederlande.
- 1971 Galerie In-Art, Amsterdam, Niederlande. Hengelo Arthall, Hengelo, Niederlande. Stedelijk Museum Amsterdam (Städtisches Museum), Niederlande.
- 1972 Dwór Artusa (Artushof), Danzig, Polen.
- 1973 Kunst und Glas – Glasindustrie Van Tetterode, Amsterdam. Stedelijk Museum Amsterdam (Städtisches Museum), Niederlande.
- 1974 Museum van Bommel van Dam, Venlo. De Latemse Galerie, Sint-Martens-Latem, Belgien. Museum Oud Hospitaal, Aalst, Belgien.
- 1975 Olympia International Art Centre, Kingston, Jamaika.
- 1976 Stedelijk Museum Alkmaar, Niederlande.
- 1977 Stedelijk Museum Amsterdam (Städtisches Museum), Niederlande. Ausstellung Jahr des Kindes für UNICEF, Turnhout, Belgien.
- 1980 Tempel-Galerie, Willemstad, Curaçao.
- 1986 Stedelijk Museum Woerden, Niederlande.
- 1988 Café In the Cradle, New York, USA.
- 1989 Galerie De Lelie, Antwerpen, Belgien.
- 1994 Museum De Koperen Knop, Hardinxveld-Giessendam, Niederlande. Ausstellung Heuf, Aruba. Van Reekum Museum, Apeldoorn, Niederlande.
- 2001 Museum Beeldentuin Nic Jonk, Grootschermer, Niederlande.
- 2013 Museum Jan van der Togt, Amstelveen, Niederlande.[4]
- 2018 Museum Kranenburgh, Bergen NH, Niederlande.
- 2023 Museum Beeldentuin Nic Jonk, Grootschermer, Niederlande.

## Beiträge bei Veranstaltungen
- 1969 Entwurf von Kostümen und Bühnenbildern für Laat dat (laß das), aufgeführt vom Scapino Ballet im Stadttheater in Amsterdam, Niederlande.[5]
- 1970 Simca Show Alkmaar, Alkmaar, Niederlande.
- 1975 Internationales Frauenjahr, Erste Internationale Kunstausstellung der Frauen. (Wortel vertrat die Niederlande)
- 1976 Artfestival 1976 Belgien/Niederlande.
- 1977 Institut Néerlandais, 20e année (20-Jahre-Jubiläum), Paris, Frankreich.
- 1983 Das nationale Buchfestival, Amsterdam, Niederlande.
- 1991 Kulturfestival Altea, Spanien
- 1993 Galerie TNO, Niederlande. (Wortel hat auch ein großes 3 × 8 Meter großes Glas-Kunstwerk für das TNO-Gebäude gemacht).
- 1993 Nationaler Frauentag im Rathaus von Loon op Zand, Niederlande.
- 1994 Nationaler Frauentag an der Technischen Universität Delft, Niederlande.

## Buchveröffentlichungen
- Poesiebuch, ohne Titel (1959, handgemachte limitierte Auflage)[6]
- Preken en prenten (predigt und druckt) (1969, Tor, ISBN 90-70055-05-8)
- Voor ons de Reizede vlezen rots ... (Für uns der Wanderfels aus Fleisch ...) (1970, De Bezige Bij, ISBN 90-234-5114-7)
- Voor die ziet met mijn soort ogen, door wiens ogen ik kan zien (Für diejenigen, die mit meinen Augen sehen, durch deren Augen ich sehen kann) (1970, handgefertigte limitierte Auflage)[7]
- Wat ik vond en verloor (Was ich gefunden und verloren habe) (1972, Tor, ISBN 90-70055-14-7)
- Lessen aan die ik liefheb (Lektionen für diejenigen, die ich liebe) (1973, Tor, ISBN 90-70055-15-5)
- Gedichten 1959-1963 (Gedichte 1959–1963) (1989, Ans Wortel, De Fontijn, ISBN 90-261-0334-4)
- Autobiografie in 5 Bänden
  - Een mens van onze soort (Einer unserer Art) (1982, De Fontijn, ISBN 90-261-2121-0)
  - In de bloei van 't leven, noemen ze dat (In der Blüte des Lebens nennen sie es) (1983, De Fontijn, ISBN 90-261-2139-3)
  - Noem mij maar Jon(Nennt mich einfach Jon) (1983, De Fontijn, ISBN 90-261-2157-1)
  - Onderweg in Amsterdam (Unterwegs in Amsterdam) (1984, De Fontijn, ISBN 90-261-0178-3)
  - Nannetje ...(Nannetje ...) (1986, De Fontijn, ISBN 90-261-0250-X)